# Alfredo Enrique Torres Rondón
Alfredo Enrique Torres Rondón (Maracaibo, Zulia, Venezuela, 4 de marzo de 1950) es un obispo católico que desde el 8 de octubre de 2016 ejerce su ministerio episcopal como pastor de la Diócesis de San Fernando de Apure, en Venezuela. También fungió como Obispo Auxiliar de Mérida desde el 15 de julio de 2013 hasta el 15 de julio de 2016. Por su dignidad de obispo diocesano, es miembro actual de la Conferencia Episcopal de Venezuela.

## Biografía
Alfredo Torres nació en la ciudad de Maracaibo, estado Zulia, el 4 de marzo de 1950, hijo de padres merideños quienes para entonces trabajaban en aquellas tierras del occidente venezolano y que, poco tiempo después del nacimiento de Alfredo, retornaron a su natal Ejido, población del estado Mérida donde el futuro sacerdote y obispo pasó su infancia y parte de su adolescencia. Es el tercero de dieciséis hermanos.

### Estudios
Estudió en el Seminario Menor de San Buenaventura de Mérida -hoy Seminario Arquidiocesano San Buenaventura- donde contó con la orientación espiritual de los padres eudistas quienes cultivaron su vocación sacerdotal desde temprana edad. En el Seminario Mayor Interdiocesano de Caracas (1969-1976) - hoy Seminario Santa Rosa de Lima (Caracas) - aprobó sus estudios eclesiásticos de filosofía y teología. Posteriormente, siendo sacerdote, fue enviado en 1991 a cursar estudios en Italia donde obtuvo en 1993 la licenciatura en Teología Moral en la Academia Pontificia Alfonsiana de Roma. Durante su estancia en Roma fue residente en la Casa Generalicia de la Congregación de Jesús y María (Padres Eudistas) entre 1991 y 1993.

## Sacerdocio
La mañana del domingo 25 de julio de 1976 en la Catedral Basílica Menor de la Inmaculada Concepción de Mérida, a sus 26 años de edad, recibió el Orden Sacerdotal por imposición de manos y oración consecratoria de Monseñor Ángel Pérez Cisneros, entonces Arzobispo Metropolitano de Mérida.
Durante cuarenta años estuvo incardinado a la Arquidiócesis de Mérida (Venezuela) en la que desarrolló una amplia trayectoria ministerial que se vio reflejada en el ejercicio de los siguientes cargos y responsabilidades:
- Rector del Seminario Menor de Mérida (1976-1978).
- Párroco de San José de Mucuchachí (1978-1979).
- Párroco de San Rafael de Mucuchíes (1979-1980).
- Párroco de Nuestra Señora del Carmen, Santa Cruz de Mora (1981-1991).
- Estudios en Roma, Italia (1991-1993).
- Párroco de Nuestra Señora del Cármen, Montalbán, Ejido (1994-1997).
- Párroco de San Juan Bautista de Milla (1997-2003).
- Párroco de San Miguel del Llano (2003-2013).
- En el año 2001, poco después de haber celebrado sus Bodas de Plata sacerdotales, el papa Juan Pablo II le confirió el título de Capellán de Su Santidad, adquiriendo el tratamiento protocolario de Ilustrísimo Monseñor.
- Desde 1997 fue vicario general de la Arquidiócesis de Mérida, responsabilidad que tuvo a cargo a lo largo de casi 20 años, durante los cuales se desempeñó como uno de los más cercanos colaboradores del arzobispo metropolitano en la conducción de la arquidiócesis andina.
- Dentro de la curia arquidiocesana de Mérida también se desempeñó como profesor del seminario mayor, moderador de la curia, miembro del consejo presbiteral, del consejo económico, del colegio de consultores y, administrador del Centro Pastoral "Monseñor Miguel Antonio Salas". Además, durante veinte años fungió como asesor de la pastoral familiar, a la que se dedicó con empeño para brindar apoyo al matrimonio y a la familia como instituciones garantes de consolidar la evangelización desde cada hogar como iglesia doméstica.

## Episcopado

### Obispo Auxiliar de Mérida
Su dilatada experiencia presbiteral, su acertada conducción del clero y de los fieles, así como sus extraordinarias cualidades gerenciales, entre otras virtudes humanas, cristianas y sacerdotales, allanaron el camino para que Su Santidad, el papa Francisco lo nombrara V Obispo titular de Sassura y Obispo Auxiliar de Mérida el 15 de julio de 2013 sucediendo en el cargo a Luis Alfonso Márquez Molina, quien por haber cumplido la edad canónica reglamentaria había presentado su renuncia. Ese mismo día, en la eucaristía de clausura del año académico del Seminario Arquidiocesano San Buenaventura, le fue impuesto el solideo episcopal de manos de Baltazar Porras, entonces Arzobispo Metropolitano de Mérida, acompañado del clero, seminaristas y fieles llegados de diferentes zonas del estado Mérida para tan especial ocasión. 
Vale destacar, que con esta nueva investidura, Alfredo Torres pasó a ser el primer obispo venezolano en ser nombrado durante el pontificado del papa Francisco y, en orden cronológico, el V Obispo Auxiliar del episcopologio de la Arquidiócesis de Mérida (Venezuela).

### Consagración episcopal
Fue consagrado obispo la tarde del viernes 13 de septiembre de 2013 en eucaristía solemne presidida por Baltazar Enrique Porras Cardozo quien realizó la imposición de manos, leyó la plegaria de ordenación e hizo entrega de las insignias episcopales: libro de los evangelios, anillo, mitra y báculo pastoral, en presencia de las máximas autoridades regionales, municipales, universitarias y del pueblo católico que desbordó la Catedral Basílica Metropolitana de Mérida.
- Consagrante principal: Baltazar Enrique Porras Cardozo, entonces Arzobispo Metropolitano de Mérida.

Concelebrantes asistentes:
- Pedro Nicolás Bermúdez Villamizar, Obispo Auxiliar Emérito de Caracas.
- José Luis Azuaje Ayala, actual Arzobispo Metropolitano de Maracaibo.

### Obispo de San Fernando de Apure
El 15 de julio de 2016, tras haber cumplido la edad canónica reglamentaria su entonces titular Víctor Manuel Pérez Rojas, el papa Francisco nombró a Alfredo Torres IV Obispo de la Diócesis de San Fernando, tomando posesión canónica de dicha sede episcopal el sábado 8 de octubre de 2016.
Curiosamente, el primer obispo de San Fernando de Apure fue el merideño Roberto Antonio Dávila Uzcátegui, quien siendo párroco de San José Obrero en la ciudad de Mérida, llevó al seminario al joven Alfredo y se ocupó de cultivar su vocación sacerdotal. De allí que, quien otrora fuera pupilo del primer obispo sanfernandino, tuvo el inmenso honor -desde aquel 8 de octubre de 2016- de ser pastor de la misma grey llanera cuya diócesis inauguró y apacentó su viejo amigo y mentor durante veinte años.

## Magisterio y gobierno episcopal
A  la luz de la enseñanza de Monseñor Roberto Dávila, quien fue su párroco durante muchos años, Alfredo Torres ejerció un ministerio sacerdotal fecundo para bien de la iglesia merideña. Posteriormente Dios le llamó a una misión mayor, primero como Obispo Auxiliar de Mérida y luego como Obispo de la Diócesis de San Fernando de Apure.
El eje transversal de su episcopado en el llano venezolano -en sus propias palabras- ha sido "la comunión y la participación" y, para ello, impulsó y animó la formulación y concreción de un Plan Pastoral que ha promovido la pastoral vocacional y la atención a las comunidades, haciendo énfasis en las más apartadas y vulnerables, incluyendo a hermanos pertenecientes a grupos indígenas y, designando al efecto, ministros y animadores de la acción pastoral que han propiciado el crecimiento de esas pequeñas comunidades que inicialmente fueron constituidas en vicarías y actualmente han sido elevadas a nuevas parroquias eclesiásticas debidamente atendidas por sacerdotes y grupos de apostolado.
Un rasgo importante del episcopado de Monseñor Alfredo Torres en Apure es haber presidido en el año 2020 la fase diocesana del proceso canónico de presentación del milagro acontecido en San Fernando de Apure que condujo a la Beatificación del entonces Venerable Siervo de Dios José Gregorio Hernández, al respecto fue celoso en favorecer y cuidar todos los aspectos para la pesquisa, redacción y estructuración del respectivo expediente que ulteriormente fue enviado a la Santa Sede para su aprobación. 
En cuanto a infraestructura, concretó la reforma integral, dotación y dignificación de la curia diocesana, impulsando la construcción de nuevos templos, así como la refacción y adecuación de los ya existentes, incluyendo la casa episcopal y las casas parroquiales, fortaleciendo al mismo tiempo la acción social de la iglesia a través de Cáritas diocesana, instancia que, entre otros importantes programas, inauguró el 5 de agosto de 2020 el Consultorio Médico Popular “José Gregorio Hernández Cisneros”, ubicado en las instalaciones de la curia diocesana, destinado a ofrecer atención primaria a los más pobres y necesitados. Esta tarea ha estado acompañada de su afán por consolidar el trabajo pastoral, el surgimiento de vocaciones, la formación de seminaristas y del clero, así como el protagonismo laical en la actividad de la iglesia; todo ello mediante el impulso a la Escuela Diocesana de Formación para Ministerios conferidos a Laicos y la Escuela Diocesana para el Diaconado y, posteriormente, el 5 de febrero de 2025, con la inauguración del Centro Pastoral “Monseñor Roberto Dávila”, un espacio al servicio de la comunión misionera en la iglesia apureña y también al servicio de la sociedad venezolana en general.
Durante el duro tiempo de pandemia causada por el COVID19, acompañó con valentía y celo pastoral el caminar de las comunidades frente a este flagelo mundial y, posteriormente, a fin de generar las condiciones para un mayor y mejor acercamiento eclesial al pueblo de Dios, promovió e impulsó la creación de la Radio Diocesana Buena Nueva Estéreo 106.3 FM, fundada el 4 de marzo de 2022, siendo la primera emisora radial diocesana en el estado Apure; un instrumento para la nueva evangelización a través de una programación amena, dinámica y variada, de corte cultural y educativo, a la luz de la palabra de Dios y del magisterio de la iglesia.
Siendo fiel devoto de Nuestra Señora del Monte Carmelo y recogiendo el sentir del pueblo sanfernandino que tradicionalmente la venera como “patrona de los llaneros”, el 16 de julio de 2022, Monseñor Alfredo Torres proclamó a Nuestra Señora del Carmen como excelsa y celestial Co-patrona de la Diócesis de San Fernando de Apure y posteriormente, el 10 de noviembre de 2023, convocó el año jubilar con motivo de la celebración del quincuagésimo aniversario de la erección canónica de la diócesis, cuyo lema fue “50 años caminando juntos, al servicio del reino de Dios”.
El pasado 4 de marzo de 2025 Monseñor Alfredo Torres arribó a sus 75 años de edad, cumpliendo así la edad reglamentaria para ejercer el ministerio episcopal, por lo que, actualmente continúa en funciones hasta que la Santa Sede nombre a su sucesor, momento a partir del cual pasará a ser Obispo Emérito de San Fernando de Apure, dejando a la posteridad una impronta invaluable de servicio y entrega para gloria de Dios, de la iglesia venezolana y de los pueblos de Apure y de Mérida.

## Heráldica episcopal

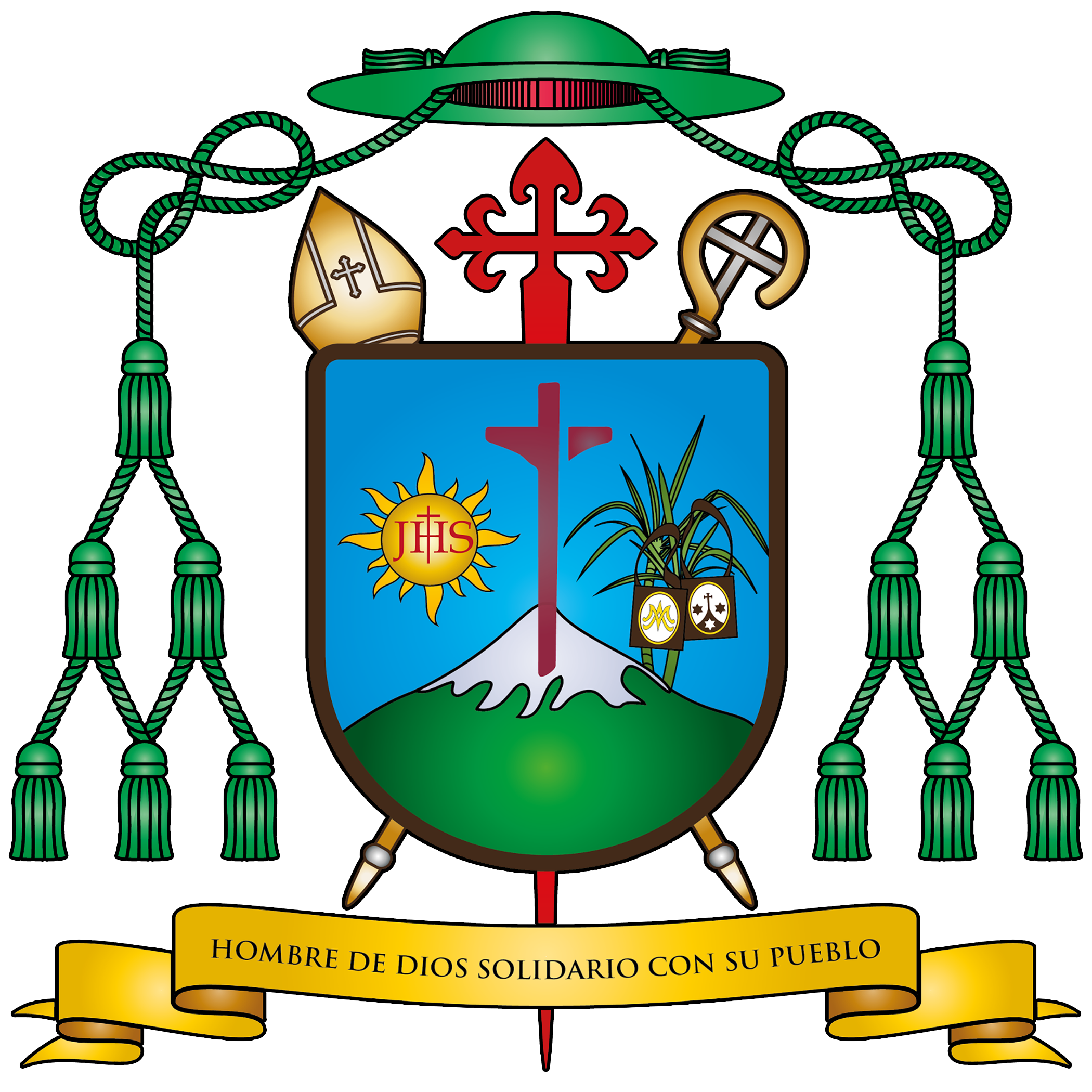
Escudo Episcopal de S.E. Alfredo Torres

El escudo se inscribe dentro de la tradición heráldica hispana, típica de los escudos episcopales venezolanos; conformado por un blasón rematado con arco de medio punto, ubicado bajo el Capelo verde (sínople) de tres borlas, distintivas de la dignidad episcopal. El capelo es propio de los escudos españoles desde el siglo XV, por su parte, el verde como color litúrgico simboliza la esperanza, virtud que debe acompañar al pastor para apacentar la grey.
Debajo del capelo y en la parte superior del escudo, se ubican los símbolos episcopales: la Mitra y el Báculo pastoral flanqueando la Cruz de Santiago de color rojo (gules), propia de la ciudad andina que lleva el nombre del apóstol: Santiago de los Caballeros de Mérida, en la que creció, se formó y desarrolló su ministerio sacerdotal el obispo.
La presencia mariana predomina en el escudo, conformado por un único campo de azul (azur en heráldica), que es atravesado verticalmente por la cruz del calvario en gules intensos, símbolo del Año de la Fe 2013, en el que fue consagrado el obispo. Esta cruz simboliza la sangre y la fuerza del Espíritu Santo; su color representa la caridad como virtud que debe acompañar la labor cotidiana del pastor. Además, la cruz se enclava sobre las majestuosas montañas andinas coronadas de nieve que se acercan al cielo, recordándonos la trascendencia de lo religioso, y evocando la plenitud de la vida hacia la que ascendemos en espera de la resurrección.
En el lado superior derecho, una planta de caña de azúcar sobre la que cuelga el Escapulario del Carmen funde la devoción a la madre de Dios bajo la advocación del Carmen que ha acompañado la vida de Alfredo Torres, con su ministerio sacerdotal: por una parte, su niñez y adolescencia transcurrida en la parroquia Montalbán y en la comunidad de Pozo Hondo en Ejido, región merideña donde predomina el cultivo de la caña de azúcar, y posteriormente la década que fungió como párroco de Nuestra Señora del Carmen en Santa Cruz de Mora, capital del municipio Antonio Pinto Salinas, importante población urbana dentro del Valle del Mocotíes en el estado Mérida Venezuela, cuya comunidad eclesial conserva vivo el recuerdo de su acción pastoral.
En el lado superior izquierdo, un sol radiante en color amarillo (oro), evoca la tierra donde nació, a orillas del Lago de Maracaibo. Dentro de este sol se inscribe el anagrama de la eucaristía «JHS», es decir, un monograma del nombre de Jesucristo; o valga decir, un cristograma que representa la centralidad de Jesucristo en la vida del creyente.
Lema: “Hombre de Dios solidario con su pueblo”
Cierra el escudo una banda dorada con la inscripción del lema en castellano "Hombre de Dios solidario con su pueblo", tomada del documento N° 9 del Concilio Plenario de Venezuela, titulado Obispos, presbíteros y diáconos al servicio de una Iglesia-Comunión, que en su numeral 21 expresa: «Las comunidades cristianas desean que el obispo sea un hombre de Dios, solidario con su pueblo, consciente de su misión de pastor, de santificar, enseñar y servir».

## Sucesión
| Predecesor: Luis Alfonso Márquez Molina | Obispo Auxiliar de Mérida 15 de julio de 2013 - 15 de julio de 2016   | Sucesor: Luis Enrique Rojas Ruiz          |
| Predecesor: Juozas Tunaitis             | V Obispo Titular de Sassura 15 de julio de 2013 - 15 de julio de 2016 | Sucesor: Rupert Graf zu Stolberg-Stolberg |
| Predecesor: Víctor Manuel Pérez Rojas   | IV Obispo de San Fernando 15 de julio de 2016 - Hasta la fecha        | Sucesor: En el cargo                      |